# عباس‌آباد ملک
عباس آباد ملک، روستایی است از توابع بخش مرکزی شهرستان جوین استان خراسان رضوی ایران.

## جمعیت
این روستا در دهستان بالاجوین قرار داشته و بر اساس سرشماری سال ۱۳۸۵ جمعیت آن ۷۴۶ نفر (۱۹۵ خانوار)
بوده است.